# Cordy Millowitsch

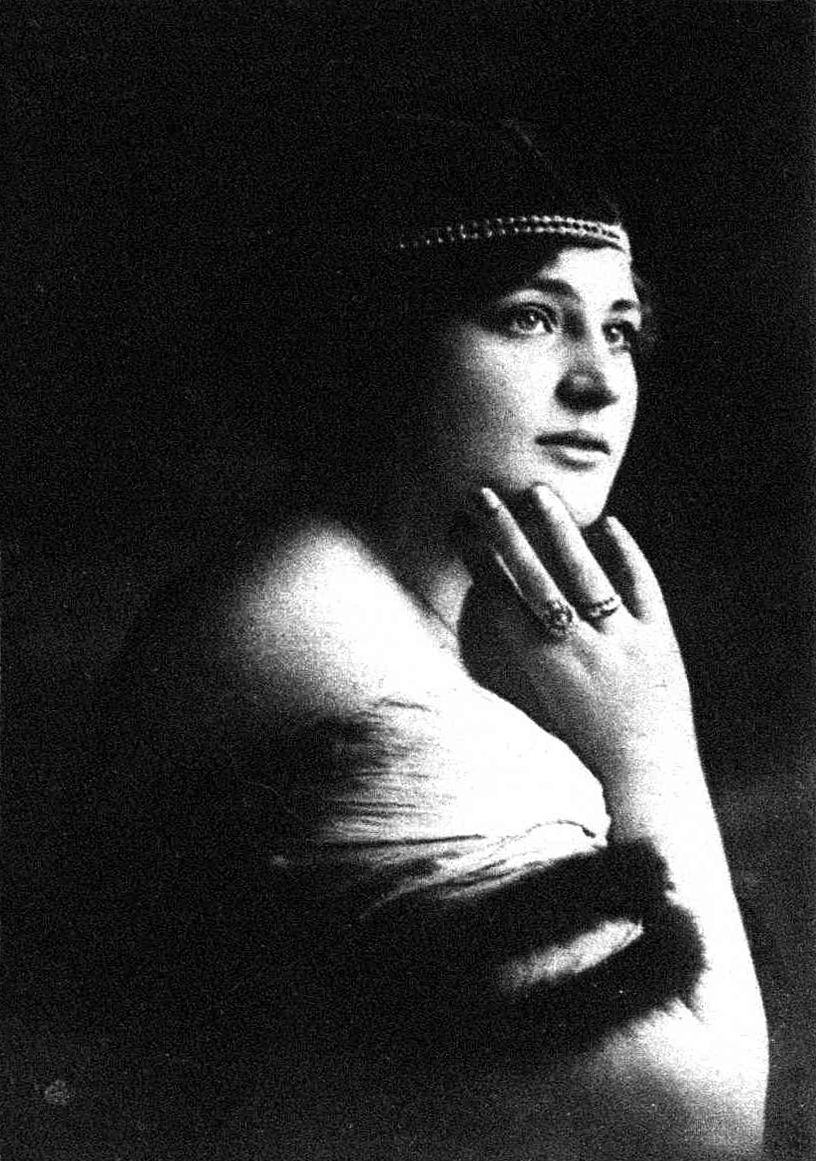
Cordy Millowitsch in Die Csárdásfürstin, Johann-Strauß-Theater, Wien, Juni 1916

Cordy Millowitsch (auch Cordy Milowitsch; * 8. April 1890 als Cordula Ducque in Köln; † 14. Juni 1977 in Berlin) war eine deutsche Schauspielerin und Sängerin.

## Biografie
Nachdem Cordy Millowitsch eine Gesangsausbildung absolviert hatte, erhielt ihre Bühnenkarriere seit ihrer Ankunft in Berlin einigen Schwung. Als Operettensängerin feierte sie ihre ersten Erfolge vor dem Ersten Weltkrieg am Metropol-Theater an der Seite von damals populären Künstlern wie Joseph Giampietro und Guido Thielscher.
Von November 1915 bis Ende März 1918 ist sie in Wien nachweisbar; dort gab sie in der Rolle der Paula Gräfin Rottersheim im Familiendrama Die Tragödie auf Schloß Rottersheim von Jakob Fleck und Luise Kolm im Jahr 1916 auch ihr Filmdebüt.
Nach einer Reise nach Konstantinopel (Istanbul) im April 1918 kehrte sie nach Berlin zurück. Dort wirkte Millowitsch ab Anfang der 1920er Jahre in mehreren Filmen mit, oft in hochherrschaftlichen Rollen. So spielte sie die judäische Königin Esther in Jeremias (1922), die Zarin Eudoxia in Peter der Große (1923 an der Seite von Emil Jannings) und die Kaiserin Maria Theresia in Trenck (1932). In Tonfilmen trat die Kölnerin nur sporadisch auf, doch sammelte sie bereits früh Erfahrungen beim Fernsehen, etwa in einer Inszenierung von Wenn der junge Wein blüht im Fernsehsender Paul Nipkow, wo sie als Frau Arvik zu sehen war. Der Mittelpunkt ihrer beruflichen Tätigkeit blieb jedoch die Bühne.
Cordy Millowitsch starb 1977 im Alter von 87 Jahren in ihrer Wohnung in Berlin-Wilmersdorf.

## Familie
Cordy Millowitsch stammte aus der Familie des Färbers Christian Ducque und seiner Ehefrau Charlotte geb. Falkenstein. Am 9. Dezember 1909 heiratete sie in Köln ihren Schauspielerkollegen Wilhelm Carl Caspar Millowitsch (1881–1952), einen jüngeren Bruder des Schauspielers und Theaterleiters Peter Wilhelm Millowitsch. Die Ehe wurde 1920 geschieden. Durch die Heirat war sie die Tante von Lucy und Willy Millowitsch. Ihr Großneffe ist der Schauspieler und Theaterleiter Peter Millowitsch, ihre Großnichte die Schauspielerin und promovierte Veterinärin Mariele Millowitsch. 
Am 11. März 1922 heiratete Cordy Millowitsch in Berlin den Assekuranzdirektor Friedrich Frankl (* 1888 in Hamburg). Diese Ehe wurde 1935 geschieden.
Von 1939 bis zu dessen Tod 1975 war Cordy Millowitsch mit dem Handelsvertreter Hans Skowronnek verheiratet.

## Filmografie
- 1916: Die Tragödie auf Schloß Rottersheim – Regie: Jakob Fleck, Luise Kolm
- 1917: Wenn die Liebe auf den Hund kommt  – Regie: Richard Löwenbein
- 1920: Ihr letzter Fall – Regie: Otto Eggerth
- 1922: Jeremias – Regie: Eugen Illés
- 1923: Peter der Große – Regie: Dimitri Buchowetzki
- 1931: Die lustigen Weiber von Wien – Regie: Géza von Bolváry
- 1932: Trenck – Regie: Ernst Neubach, Heinz Paul
- 1939: Kornblumenblau – Regie: Hermann Pfeiffer
- 1941: Frau Luna